# Mary Gordon (igralka)
Mary Gordon, rojena Mary Gilmour, škotska igralka, * 16. maj 1882, Glasgow, Škotska, † 23. avgust 1963, Pasadena, Kalifornija, ZDA.
Gordonova je dolgo časa živela in delovala v ZDA. Specializirala se je za vloge gospodinj in mater, njena najslavnejša vloga je bila vloga gospe Hudson v Rathbonovi in Brucovi filmski seriji Sherlock Holmes. Med letoma 1925 in 1950 je nastopila v skoraj 300 filmih.

## Življenje
Pod imenom Mary Gilmour se je rodila kot peta v družini sedmih otrok. Njen oče je bil glasgowski povezovalec klicev Robert Gilmour, materi je bilo ime Mary . Gordonova je sprva delala kot šivilja, kasneje si je delo našla na odru. Pridružila se je nekemu društvu, namenjenemu na turnejo po Ameriki in prišla v ZDA v starosti 20 let. Na Broadwayu je odigrala nekaj manjših vlog, a še vedno v prvi vrsti potovala naokoli s skupinami potujočih igralcev in nastopala.
Z materjo in hčerko (ki ji je bilo tudi ime Mary) je ob koncu 10. let prispela v Los Angeles in pričela igrati različice vlog, na katerih je nato zgradila svojo kariero. Leta 1928 se je med snemanjem filma Hangman's House spoprijateljila z režiserjem Johnom Fordom in zatem ustvarila še sedem filmov zanj. Leta 1939 je sprejela vlogo gospodinje Sherlocka Holmesa, gospe Hudson. Danes je po tej vlogi tudi najbolje poznana. Kot gospa Hudson se je pojavila v 10 filmih in številnih radijskih igrah. Bila je ena od ustanovnih članov gostilne za vojake in vojakinje Hollywood Canteen, v kateri je skozi celotno drugo svetovno vojno zabavala vojake na služenju. Gordonova je igrala tudi redno vlogo gospe Emmett v radijski oddaji Those We Love.
Upokojila se je ravno v času, ko je televizija pričela s preoblikovanjem zabavne industrije. V celotni karieri je tako odigrala le eno samo televizijsko vlogo. Bila je zelo aktivna v podružnici škotskega združenja Order of Scottish Clans, poimenovani Daughters of Scotia. Order of Scottish Clans je bilo združenje, ki je vsem škotskim priseljencem in njihovim potomcem omogočalo življenjska in invalidnostna zavarovanja, obenem pa je združenje skrbelo tudi za ohranjanje škotske kulture in tradicije med Američani s škotskimi koreninami. Svoja zadnja leta je preživela skupaj s hčerko in vnukom v Pasadeni, Kalifornija. Umrla je 23. avgusta 1963 po dolgi bolezni.